# Cantonul L'Argentière-la-Bessée
Cantonul L'Argentière-la-Bessée este un canton din arondismentul Briançon, departamentul Hautes-Alpes, regiunea Provence-Alpes-Côte d'Azur, Franța.

## Comune
- L'Argentière-la-Bessée (reședință)
- Champcella
- Freissinières
- Pelvoux
- Puy-Saint-Vincent
- La Roche-de-Rame
- Saint-Martin-de-Queyrières
- Vallouise
- Les Vigneaux